# Кузьмина, Капитолина Артемьевна
Капитолина Артемьевна Кузьмина (29 декабря 1925, Москва — 30 марта 2022, там же) — советская актриса, артистка Московского театра оперетты. Заслуженная артистка РСФСР (1969). Народная артистка РСФСР (1978).

## Биография
Родилась 29 декабря 1925 года в Москве.
Пению обучалась у Е. А. Садкевич и Д. Б. Белявской.
С 1942 года — солистка Московского театра оперетты. Многоплановая актриса, исполняла как комедийные, так и драматические роли.
Гастролировала за рубежом. Кузьмина оставила сцену в 1990 году.
Муж — актёр, певец, режиссёр и театральный педагог, народный артист России Михаил Новохижин (1921—2012). Дочь — актриса и педагог, доцент Московского государственного университета культуры и искусства Мария Михайловна Новохижина (р. 1954).
Скончалась 30 марта 2022 года в возрасте 96 лет в Москве. Похоронена на Троекуровском кладбище рядом с мужем (уч. 22а).

## Театральные роли
- Лиза («Марица» И. Кальмана)
- Цецилия («Сильва» И. Кальмана)
- Жюльетта и Графиня Клементина («Граф Люксембург» Ф. Легара)
- Пепитта («Вольный ветер» И. О. Дунаевского)
- Настя («Акулина» И. Н. Ковнера)
- Гюзель («Моя Гюзель» Г. Александрова)
- Элиза и миссис Пирс («Моя прекрасная леди» Ф. Лоу)
- Лолита Соль-де-Перес («Цирк зажигает огни» Ю. Милютина)
- Титовна («Сто чертей и одна девушка» Т. Н. Хренникова)
- Атуева («Свадьба Кречинского» А. Колкера)
- уська («Белая ночь» Т. Хренникова)
- Тоня Чумакова («Белая акация» И. Дунаевского)
- Варвара Алексеевна Черепахова («Конкурс красоты» А. Долуханяна)
- Эви («Джулия Ламберт» А. Кремера)
- Глафира («Девушка с голубыми глазами» В. Мурадели)
- Биби Ханум («Не прячь улыбку» Р. Гаджиева)
- Волна-Задунайская («В ритме сердца» А. Петрова)
- Старуха («Девичий переполох» Ю. Милютина)
- «Айра» К. Листова
- «Товарищ любовь» В. Ильина
- «Нет меня счастливее» А. Эшпая
- «Господа артисты» М. Зива
- «Настоящий мужчина» М. Зива — Рита
- «Весна поёт» Дм. Кабалевского

## Фильмография

### Озвучивание
- 1957 — Тихая пристань — Ниночка Ландышева
- 1967 — Рикки-Тикки-Тави — мать Абу
- 1974 — Крошка Енот — мама Крошки Енота (нет в титрах)

### Дубляж
- 1967 — Рам и Шиам
- 1968 — Смешная девчонка — Фанни Брайс
- 1971 — Повторный брак — Шарлотта